# Erwin Schädler
Erwin Schädler (8 aprile 1917 – 9 ottobre 1991) è stato un calciatore tedesco, di ruolo centrocampista.

## Carriera

### Nazionale
Ha collezionato 4 presenze con la propria Nazionale.

## Statistiche

### Cronologia presenze e reti in Nazionale
| Cronologia completa delle presenze e delle reti in nazionale ― Germania | Cronologia completa delle presenze e delle reti in nazionale ― Germania | Cronologia completa delle presenze e delle reti in nazionale ― Germania | Cronologia completa delle presenze e delle reti in nazionale ― Germania | Cronologia completa delle presenze e delle reti in nazionale ― Germania | Cronologia completa delle presenze e delle reti in nazionale ― Germania | Cronologia completa delle presenze e delle reti in nazionale ― Germania | Cronologia completa delle presenze e delle reti in nazionale ― Germania |
| Data                                                                    | Città                                                                   | In casa                                                                 | Risultato                                                               | Ospiti                                                                  | Competizione                                                            | Reti                                                                    | Note                                                                    |
| ----------------------------------------------------------------------- | ----------------------------------------------------------------------- | ----------------------------------------------------------------------- | ----------------------------------------------------------------------- | ----------------------------------------------------------------------- | ----------------------------------------------------------------------- | ----------------------------------------------------------------------- | ----------------------------------------------------------------------- |
| 21-3-1937                                                               | Lussemburgo                                                             | Lussemburgo                                                             | 2 – 3                                                                   | Germania                                                                | Amichevole                                                              | -                                                                       |                                                                         |
| 25-6-1937                                                               | Riga                                                                    | Lettonia                                                                | 1 – 3                                                                   | Germania                                                                | Amichevole                                                              | -                                                                       |                                                                         |
| 29-8-1937                                                               | Königsberg                                                              | Germania                                                                | 4 – 1                                                                   | Estonia                                                                 | Qual. Mondiali 1938                                                     | -                                                                       |                                                                         |
| 20-3-1938                                                               | Wuppertal                                                               | Germania                                                                | 2 – 1                                                                   | Lussemburgo                                                             | Amichevole                                                              | -                                                                       |                                                                         |
| Totale                                                                  |                                                                         | Presenze                                                                | 4                                                                       |                                                                         | Reti                                                                    | 0                                                                       |                                                                         |